# Ba Ngòi
Ba Ngòi là một phường thuộc tỉnh Khánh Hòa, Việt Nam.

## Lịch sử
Ngày 7 tháng 7 năm 2000, Chính phủ ban hành Nghị định 21/2000/NĐ-CP về việc thành lập thị xã Cam Ranh thuộc tỉnh Khánh Hòa. Theo đó, phường Ba Ngòi được thành lập trên cơ sở một phần thị trấn Ba Ngòi.
Ngày 16 tháng 6 năm 2025, Ủy ban Thường vụ Quốc hội ban hành Nghị quyết số 1667/NQ-UBTVQH15 về việc sắp xếp các đơn vị hành chính cấp xã của tỉnh Khánh Hòa năm 2025 (nghị quyết có hiệu lực từ ngày 16 tháng 6 năm 2025). Theo đó, sáp nhập xã Cam Phước Đông vào phường Ba Ngòi.

## Địa lý
Phường Ba Ngòi có ranh giới với các xã, phường:
- Phía Bắc giáp xã Cam An và phường Bắc Cam Ranh
- Phía Nam giáp các xã Nam Cam Ranh và Bác Ái Đông
- Phía Đông giáp phường Cam Ranh
- Phía Tây giáp xã Đông Khánh Sơn

Xã có diện tích 78,18 km², dân số năm 2025 là 31.708 người, mật độ dân số đạt 406 người/km².